# Lisboa Navigators 2015-2016
Questa voce raccoglie le informazioni riguardanti i Lisboa Navigators nelle competizioni ufficiali della stagione 2015-16. 

## VII Liga Portuguesa de Futebol Americano

### Regular season
| Alcabideche 21 novembre 2015, ore 15:00 1ª giornata fase 1 | Crusaders CFA | 7 – 15 | Lisboa Navigators |  |

| Lisbona 6 dicembre 2015, ore 15:00 3ª giornata fase 1 | Lisboa Navigators | 8 – 51 | Lisboa Devils | Campo do Vitória Clube |

| Faro 20 dicembre 2015, ore 15:00 5ª giornata fase 1 | Algarve Sharks | 13 – 19 | Lisboa Navigators |  |

| Lisbona 10 gennaio 2016, ore 14:30 6ª giornata fase 1 | Lisboa Devils | 48 – 26 | Lisboa Navigators |  |

| Lisbona 24 gennaio 2016, ore 15:00 8ª giornata fase 1 | Lisboa Navigators | 42 – 46 | Crusaders CFA |  |

| Lisbona 31 gennaio 2016, ore 15:00 9ª giornata fase 1 | Lisboa Navigators | 36 – 66 | Algarve Sharks |  |

| Lisbona 28 febbraio 2016, ore 15:00 1º turno fase 2 | Lisboa Navigators | 48 – 12 | Paredes Lumberjacks |  |

| Barcelos 13 marzo 2016, ore 15:00 3º turno fase 2 | Braga Black Knights | 0 – 44 | Lisboa Navigators |  |

### Playoff
| 27 marzo 2016 Wild Card | Algarve Sharks | 28 – 8 | Lisboa Navigators |  |

## Statistiche di squadra
| Competizione | %Vittorie | In casa | In casa | In casa | In casa | In casa | In casa | In trasferta | In trasferta | In trasferta | In trasferta | In trasferta | In trasferta | Totale | Totale | Totale | Totale | Totale | Totale |
| Competizione | %Vittorie | G       | V       | N       | P       | Pf      | Ps      | G            | V            | N            | P            | Pf           | Ps           | G      | V      | N      | P      | Pf     | Ps     |
| ------------ | --------- | ------- | ------- | ------- | ------- | ------- | ------- | ------------ | ------------ | ------------ | ------------ | ------------ | ------------ | ------ | ------ | ------ | ------ | ------ | ------ |
| Campionato   | .500      | 4       | 1       | 0       | 3       | 134     | 175     | 4            | 3            | 0            | 1            | 104          | 68           | 8      | 4      | 0      | 4      | 238    | 243    |
| Playoff      | .000      | -       | -       | -       | -       | -       | -       | 1            | 0            | 0            | 1            | 8            | 28           | 1      | 0      | 0      | 1      | 8      | 28     |
| Totale       | .444      | 4       | 1       | 0       | 3       | 134     | 175     | 5            | 3            | 0            | 2            | 112          | 96           | 9      | 4      | 0      | 5      | 246    | 281    |